# Judith Wood
Judith Wood (1 de agosto de 1906-6 de abril de 2002) fue una actriz cinematográfica estadounidense que trabajó desde finales de la década de 1920 hasta la de 1940. 
Su verdadero nombre era Helen Jonson, y nació en Nueva York. Wood se trasladó a Hollywood, California, a final de la década de 1920 a fin de seguir una carrera interpretativa. Su primer papel llegó en la película de 1929 Gold Diggers of Broadway (Las castigadoras de Broadway). En este film, así como en los cuatro que rodó a lo largo de 1930, Wood aparecería en los créditos con su nombre de nacimiento. 
Su primer film en 1931 fue It Pays to Advertise, protagonizado por Carole Lombard. Sería el último título en el que apareciera con el nombre de "Helen Johnson", pues a partir de ese momento los créditos la mencionaron como "Judith Wood". En 1931 fue seleccionada como una de las trece "WAMPAS Baby Stars", junto con las actrices Marian Marsh, Karen Morley, Marion Shilling, y Barbara Weeks, entre otras. Sin embargo, al igual que otras prometedoras estrellas seleccionadas, su carrera fue a menos a partir de ese momento. 
Participó en seis películas en 1931, tras lo cual sus oportunidades empezaron a declinar. En 1934 únicamente obtuvo tres papeles, uno de ellos sin aparecer en los créditos. En 1936 y 1937 tuvo dos pequeñas actuaciones con créditos, y después no consiguió ningún otro trabajo hasta 1941, en que consiguió un papel sin créditos. Su última película la rodó en 1950, con una interpretación sin acreditar en La jungla de asfalto. Tras ello se retiró de la interpretación, pero siguió viviendo en Los Ángeles, California, donde falleció por causas naturales en 2002. 

## Vida personal
El 17 de marzo de 1939, Wood se casó con Percival Christopher Wren Jr. en Tokio.